# Feliks Franić
Feliks Franić albo Franicz (ur. 14 stycznia 1871 w Makowie, zm. 8 stycznia 1937 w Krakowie) – polski malarz, prawnik, sędzia sądu apelacyjnego. 

## Życiorys
Jego ojciec, zawodowy oficer służący na terenie Galicji, był Chorwatem, stąd nietypowe nazwisko, z którym często wiązały się problemy z pisownią. Na jednym z zachowanych nagrobków rodziny Franiciów widnieje ich nazwisko napisane przez „ch” na końcu. Matka Franicia, Anna von Victorin, pochodziła z zamieszkującej od pokoleń na polskich ziemiach rodziny o korzeniach włosko-austriackich. Zmarła dwa miesiące po porodzie. Wychowywany przez ojca artysta dorastał w Makowie Podhalańskim.
Malarstwa uczył się u Jana Matejki, a następnie u Wojciecha Kossaka. Jego płótna cieszyły się w krakowskim środowisku sporym zainteresowaniem. Pomimo tego często nie jest uznawany za malarza profesjonalnego. W latach 1888 i 1892 wystawiał w krakowskim Towarzystwie Przyjaciół Sztuk Pięknych swoje obrazy „Po utarczce kawalerii”, „Dwie placówki” i „Placówkę”. Brał udział w wystawie Legionów Polskich w 1916 roku oraz w Wystawie Niezależnych w roku 1929.
Tworzył przede wszystkim dzieła o tematyce wojskowej, malował sceny batalistyczne związane z kampanią napoleońską, powstaniami narodowymi, tematyką legionową. Jego ulubionym motywem były konie, które często przedstawiał razem z rycerzami, husarzami, czy też żołnierzami epoki napoleońskiej. Tworzył również pejzaże.
Za życia nie doczekał się wystawy indywidualnej, chociaż jego rysunki i obrazy były publikowane na kartach pocztowych.

## Dzieła Feliksa Franicia

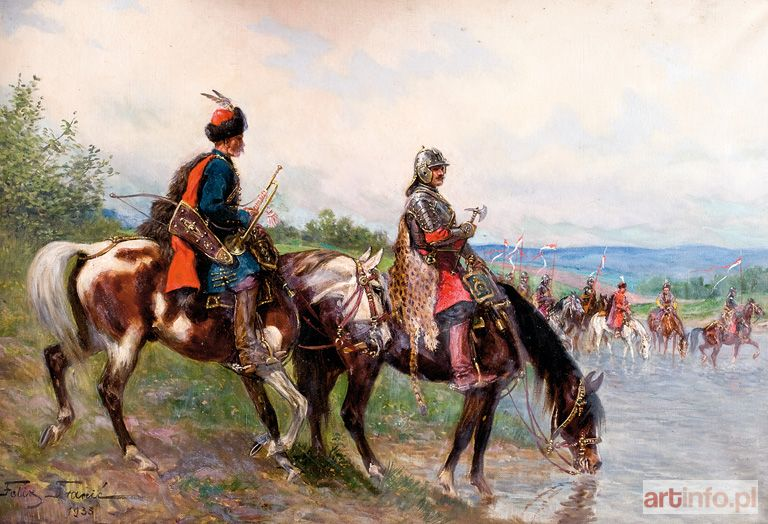
Pancerni przeprawiający się przez bród
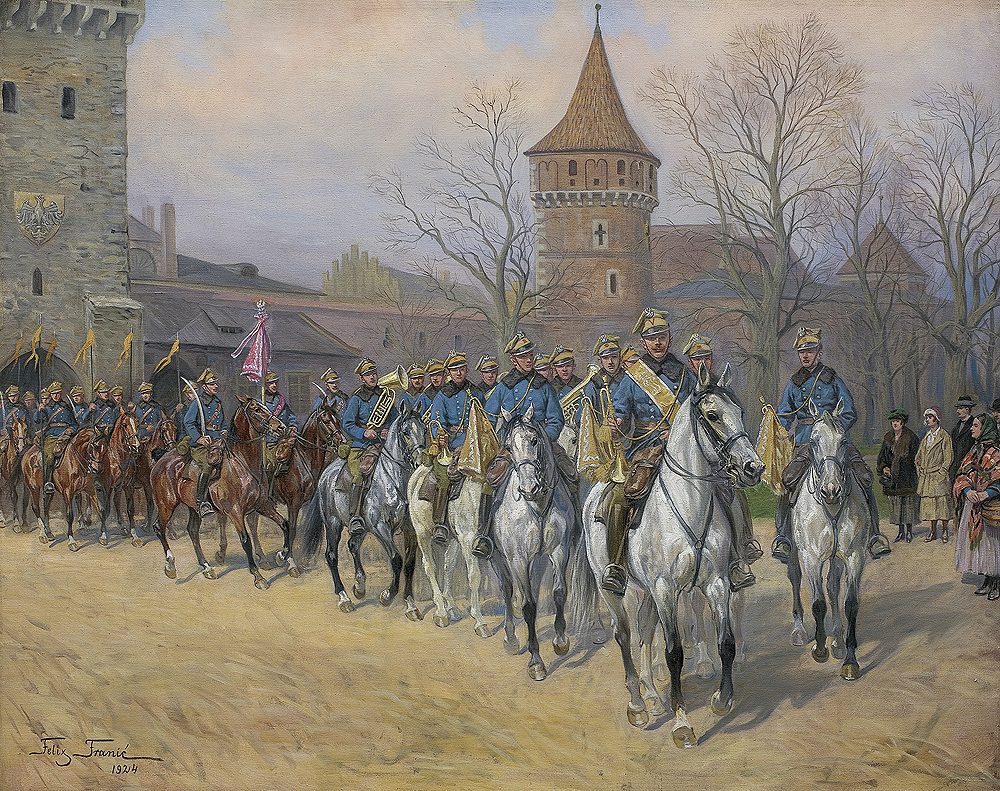
Defilada 8 Pułku Ułanów
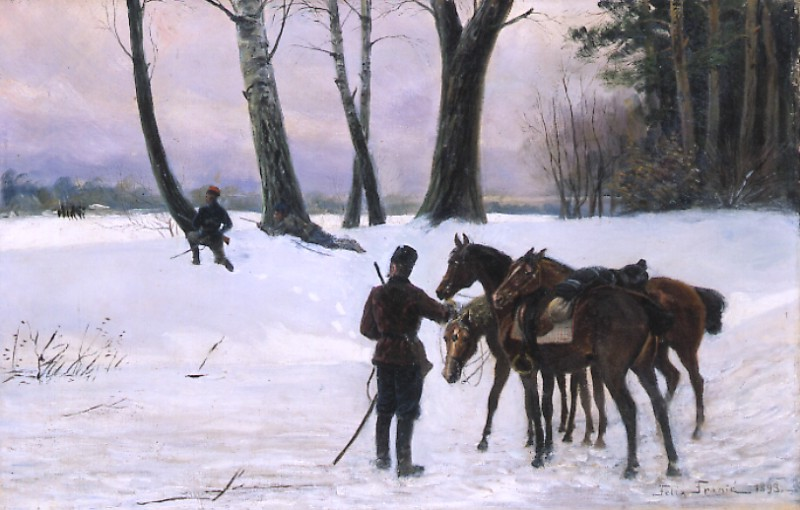
Zasadzka (scena z powstania styczniowego)